# جون ریورز
 جون ریورز (انگلیسی: Joan Rivers)؛ (۸ ژوئن ۱۹۳۳ – ۴ سپتامبر ۲۰۱۴) هنرپیشه، کمدین، نویسنده، تهیه‌کننده و مجری‌تلویزیونی اهل ایالات متحده آمریکا بود. او برای زبان تندش و شوخی‌هایش با مشاهیر شناخته می‌شد.

## زندگی‌نامه
ریورز در خانواده‌ای یهودی در بروکلین، نیویورک به دنیا آمد. پس از اتمام تحصیلاتش در کالج برنارد، به اجرا در بارهای شبانه و تلویزیون پرداخت. او از سال ۱۹۷۶ تا ۱۹۷۷ مجموعه تلویزیونی شوهران و زنان را تولید کرد. از ۱۹۸۳ تا ۱۹۸۶ نیز به همکاری با جانی کارسون در برنامهٔ تلویزیونی او، تونایت شو پرداخت. کمی بعد تولید برنامه تلویزیونی خودش را آغاز کرد. ریورز همچنین برای مصاحبه‌هایش در مراسم جوایزی چون اسکار شناخته می‌شد. او در فیلم‌های سینمایی و برنامه‌های تلویزیونی به بازی پرداخت. وی به عنوان صداپیشه در فیلم‌هایی چون شرک ۲ و ببین کی داره حرف می‌زنه نیز حضور یافت. ریورز همچنین چندین کتاب (شامل خودزندگی‌نامه و کتاب طنز) نوشت.
ریورز در ۴ سپتامبر ۲۰۱۴ بر اثر ایست قلبی و مشکلات تنفسی درگذشت.

## گزیده فیلم‌شناسی
فهرست برخی از فیلم‌هایی که جون ریورز در آنها به ایفای نقش پرداخته است:
- شناگر
- توپ‌های فضایی (صداپیشه)
- ببین کی داره حرف می‌زنه (صداپیشه)
- ناپلئون
- شرک ۲ (صداپیشه)
- کارآموز
- وال استریت: پول هرگز نمی‌خوابد
- اسمورف‌ها
- سرقت از برج
- مرد آهنی ۳
- سریال مام
- آرتور (صداپیشه)
- لوئی (مجموعه تلویزیونی)
- جراحی پلاستیک (مجموعه تلویزیونی)